# Monty Berman
Nestor Montague „Monty“ Berman (16. srpna 1913 Londýn – 14. června 2006 Londýn) byl britský filmový a televizní producent, režisér, scenárista a hlavně v počátcích kariéry také kameraman. Je známý především jako producent různých seriálů pro ITC Entertaiment v 60. a 70. letech 20. století.

## Život a kariéra
Nestor Montague „Monty“ Berman se narodil 16. srpna 1913 židovským rodičům v chudé části londýnské čtvrti Whitechapel. Studia zakončil na University College School (placená střední škola) ve čtvrti Hampstead na severozápadě Londýna.

### Počátky kariéry
Po skončen středoškolských studií Berman začal svou filmovou kariéru již v 17 letech jako asistent kameramana v Twickenham Film Studios v Saint Margarets na jihozápadě Londýna (v té době to bylo jedno z největších filmových studií ve Spojeném království). V roce 1934 (tedy ve věku 21 let se stal kameramanem pro Associated British Picture Corporation (filmová produkční a distribuční společnost, která v té době vlastnila také rozsáhlou síť kin) a pracoval nejprve v Teddington Studios (na jihozápadě Londýna, zanikla 2016) a později v Ealing Studios (na západě Londýna). Během 2. světové války mu bylo umožněno pokračovat v kameramanské profesi v rámci armádní filmařské jednotky. Zde se potkal s Robertem S. Bakerem, s který později vytvořil celoživotní obchodní partnerství.

### Produkční společnost Tempean Films
V roce 1948 společně založili společnost Tempean Films, která byla v 50. letech 20. století producentem více než 30 béčkových filmů. V roce 1962 Monty Berman a Robert S. Baker získali práva na seriál The Saint, jehož hlavním autorem byl britsko-čínský spisovatel a scenárista Leslie Charteris a který se nakonec vysílal od roku 1962 až do roku 1969.
Neuspěli se záměrem prodat práva franšízové síti komerčních televizních stanic Associated-Rediffusion, v té době největší ve Spojeném království. Monty Berman se proto obrátil na televizní společnost ITC Entertainment, kterou tehdy řídil Lew Grade. Tato společnost byla sesterskou společností Associated TeleVision (ATV), která měla přístup na důležité exportní trhy, tedy především do USA. Navíc sám Lew Grade svého času v USA pracoval a byl si proto vědom obrovského potenciálu prodeje vysílacích práv do některé americké televizní sítě. A skutečně seriál The Saint byl komerčně úspěšný jak ve Spojeném království, tak v USA a na dalších trzích.

### Spolupráce sDennisem Spoonerem
Monty Berman poté produkoval několik dalších úspěšných seriálů pro ITC Entertainment. V roce 1965 to byl seriál The Baron (natočených podle několika knižních předloh, které pod pseudonymem Anthony Morton napsal John Creasey) o obchodníkovi se starožitnostmi, který pracuje také jako tajný agent pro ústředí fiktivní britské zpravodajské služby. Při práci na tomto seriálu se seznámil s Ray Austinem (který řídil práci všech scenáristů) a také s Dennisem Spoonerem. Monty Berman a Dennis Spooner v roce 1967 založili novou produkční společnost s názvem Scoton Productions.
Mezi lety 1967 a 1971 Berman a Spooner vytvořili takové úspěšné seriály jako The Champions (kombinace špionážního thrilleru a sci-fi, v USA vysílán společností NBC), Department S (dobrodružný špionážní seriál o fiktivním „Oddělení S“, které zasahuje tam, kde Interpol už nestačí) a jeho volné pokračování Jason King, které se vysílalo v řadě zemí, na DVD bylo vydáno v UK, USA, Austrálii a Německu.
Zcela originální byl Spoonerův námět seriálu Randall a Hopkirk. Randall (Mike Pratt) a Hopkirk (Kenneth Cope) byli společníci v malé soukromé detektivní kanceláři, jako sekretářka v ní pracovala i Hopkirkova manželka Jeannie Hopkirková (Annette Andreová). Hned v prvním dílu je Hopkirk zavražděn, ale Randall i Jeannie si nejprve myslí, že šlo o nešťastnou náhodu. Hopkirk se již jako duch vrací (vidí a slyší ho jen Randall) a pomáhá nejprve objasnit domnělou nehodu (a tedy i svou vraždu) a v dalších dílech svými nadpřirozenými schopnostmi umožňuje Randallovi vyřešit řadu dalších pozoruhodných případů. O slíbenou odměnu však často z různých důvodů přijdou, takže detektivní kancelář i Randall a Jeannie finančně přežívají „tak tak“. Kromě originální kombinace krimi seriálu a nadpřirozena má seriál i silné komediální prvky s typickým britským humorem, již proto, že Jeannie o existenci ducha nemá ani ponětí.
Posledním společným projektem Montyho Bermana a Dennise Spoonera byl seriál The Adventurer (1972–1973, kombinace krimi thrilleru a dobrodružného seriálu). Monty Berman (který byl skoro o 20 let starší než Dennis Spooner) poté odešel do důchodu, k čemuž zásadně přispělo chladné přijetí seriálu v USA, přestože v hlavní roli byl obsazen americký herec – Gene Barry, který ovšem již byl za zenitem své slávy. Berman po zbytek svého života vytrvale odmítal poskytovat rozhovory nebo komentovat svou kariéru. Naproti tomu Dennis Spooner se poté podílel ještě na několika dalších úspěšných seriálech pro ITC Entertainment, ale pracoval i pro BBC a další televizní společnosti.